# Haley Cunningham
Haley Cunningham (21 gennaio 2001) è una sciatrice alpina canadese.

## Biografia
Originaria di Calgary e attiva dal luglio del 2017, la Cunningham  ha esordito in Nor-Am Cup il 15 dicembre dello stesso anno a Panorama in slalom gigante (49ª); è inattiva dal gennaio del 2022. Non ha debuttato in Coppa del Mondo né preso parte a rassegne olimpiche o iridate.

## Palmarès

### Nor-Am Cup
- Miglior piazzamento in classifica generale: 59ª nel 2020

### Campionati canadesi
- 1 medaglia:
  - 1 bronzo (slalom speciale nel 2021)